# Anidrido succínico
O anidrido succínico, também chamado diidro-2,5-furandiona, é um composto orgânico com a fórmula molecular C4H4O3.  É o anidrido de ácido do ácido succínico.

## Propriedades
- Aspecto: Cristais incolores.
- Odor: Picante
- Ponto de fusão: 119°C (sublima-se se aquecido a 15°C a 5mmHg)
- Ponto de ebulição: 261°C
- Pressão de vapor: 1,3 hPa (92°C)
- Densidade aparente: ~0,6
- Solubilidade: 50 g/l em água a 20°C (hidroliza-se a ácido succínico).
- pH da solução (2%): 2,7
- Solúvel em álcoois, clorofórmio e tetracloreto de carbono, levemente solúvel em éter.
- Ponto de inflamação: 157°C

## Aplicações
- Pode ser usado como um intermediário na preparação de fármacos e vitaminas.
- É usado na síntese de poliéster insaturado.
- Atua como endurecedor de resinas epóxi.
- Intermediário na preparação de ésteres do ácido succínico e outros derivados deste.
- É um reagente de determinadas análises químicas.
- Causa modificações na celulose[1].
- Forma polímeros com ésteres do ácido lático e dehidrosorbitol[2].

## Segurança
- Deve ser evitado seu contato com agentes oxidantes fortes e peróxidos.
- Irritante das mucosas, causa tosse e dificuldades respiratórias por inalação.
- Em contato com a pele e os olhos causa irritações.